# Celldömölk
Celldömölk (in tedesco Kleinmariazell) è una città di 10.956 abitanti situata nella contea di Vas, nell'Ungheria nord-occidentale.
La città ha una storia di oltre 750 anni. Ai confini occidentali della città, è possibile visitare i resti dell'abbazia costruita nel 12 º secolo in stile romano.
La chiesa cattolica della Vergine Maria è stata costruita tra il 1747 e il 1748, mentre la Via Crucis è stata costruita nel 1755, con accanto un santuario della Vergine Maria di Koptik Odó. Una cappella separata è stata costruita dall'abate per il "Csodatévő Kegyszobra".
Prima della seconda guerra mondiale, c'era una grande comunità ebraica. La maggior parte degli ebrei della comunità sono stati uccisi dai nazisti durante l'Olocausto.

## Amministrazione

### Gemellaggi
- Pagnacco
- Serramazzoni
- Mariazell
- Neudau
- Sângeorgiu de Pădure
- Mukačevo
- Třebíč
- Utena